# David Arellano
David Arellano   (Santiago de Xile, 29 de juliol de 1901 - Valladolid, 3 de maig de 1927) fou un futbolista xilè de la dècada de 1920.
Fou jugador de Magallanes. El 1925, juntament amb d'altres companys fou un dels fundadors del Colo Colo.
Fou 6 cops internacional amb la selecció de Xile, participant en la Copa Amèrcia de 1924 i 1926.
Va morir molt jove, el 3 de maig de 1927, per peritonitis després d'un cop rebut en un partit a Valladolid, emmarcat en una gira que el Colo-Colo realitzava per Espanya.
Juntament amb Ramón Unzaga, és considerat un dels creadors del remat de xilena.
L'estadi de Colo-Colo Estadi Monumental David Arellano duu el seu nom.